# Jönshyttans naturreservat
Jönshyttans naturreservat är ett naturreservat i Hällefors kommun i Örebro län.
Området är naturskyddat sedan 2024 och är 20 hektar stort. Reservatet ligger väster om Bredsjö och består av grandominerad blandskog med ett stort inslag av asp och björk